# Pseudophilotes orlaria
Pseudophilotes orlaria är en fjärilsart som beskrevs av Ribbe 1910. Pseudophilotes orlaria ingår i släktet Pseudophilotes och familjen juvelvingar. Inga underarter finns listade.